# Copiolepis colpopteris
Copiolepis colpopteris är en tvåvingeart som beskrevs av Permkam och Albany Hancock 1995. Copiolepis colpopteris ingår i släktet Copiolepis och familjen borrflugor. Inga underarter finns listade i Catalogue of Life.